# ドラマストリーム
『ドラマストリーム』は、2022年4月6日（5日深夜）から、TBSテレビにて毎週水曜日の0:58 - 1:28（JST、火曜日深夜）に放送されている深夜のテレビドラマ枠およびその冠タイトル。

## 概要
2022年4月改編により新設。10代や働く女性をメインターゲットとし、恋愛ドラマを中心に放送していく。
原則、製作委員会方式を採用する。
『理想ノカレシ』以降、各作品の序盤には同枠前作品の登場人物がカメオ出演する（写真のみの場合もある）。また、第1作『村井の恋』から一貫して、前作品の終了時には必ず公式SNSで前作品の登場人物が最後の挨拶と次作品へのエールを送った後、次作品の登場人物に画面が切り替わり前作品への労いの挨拶と次作品の告知を行う「バトンタッチ動画」が投稿されている。
『埼玉のホスト』は水曜 1:00 - 1:30に放送。
2024年4月から放送時間が火曜 23:56 - 0:26に変更。旧『テッペン』枠だったこともあり、TBS同時ネット局は同時期より同時ネットに移行した。（一部系列局は、過去のドラマストリーム枠放映作品は、時差放送で対応。）
2025年4月より、放送枠が第1期と同じ放送時間（毎週水曜日の0:58 - 1:28（火曜日深夜））に戻った。第2期がTBSと同時ネットだった地域系列局の殆どは、時差放送で対応している（後述）。

## 放送作品

### 2022年
『村井の恋』
- 放送期間：4月6日 - 5月25日
- 原作：島順太
- 脚本：喜安浩平
- 出演：髙橋ひかる、宮世琉弥 ほか

『理想ノカレシ』
- 放送期間：6月1日 - 7月20日
- 原案：渡邉真子
- 脚本：木村涼子
- 出演：大政絢、佐藤大樹（EXILE / FANTASTICS from EXILE TRIBE） ほか

『パパとムスメの7日間』
- 放送期間：7月27日 - 9月14日
- 原作：五十嵐貴久
- 脚本：荒井修子
- 出演：飯沼愛、長尾謙杜（なにわ男子）、眞島秀和 ほか

『階段下のゴッホ』
- 放送期間：9月21日 - 11月9日
- 出演：SUMIRE、神尾楓珠 ほか
- 脚本：加藤法子

『私のシてくれないフェロモン彼氏』
- 放送期間：11月16日 - 2023年1月18日
- 出演：島崎遥香、渡邊圭祐 ほか
- 脚本：舘そらみ

### 2023年
『ブラザー・トラップ』
- 放送期間：1月25日 - 3月22日
- 原作：日向きょう
- 出演：久間田琳加、山中柔太朗（M!LK） ほか
- 脚本：おかざきさとこ

『私がヒモを飼うなんて』
- 放送期間：3月29日 - 5月17日
- 原作：本山久美子（原作）、美園（漫画）
- 出演：井桁弘恵、一ノ瀬颯、西垣匠、トリンドル玲奈 ほか
- 脚本：岡田真理、山本奈奈

『スイートモラトリアム』
- 放送期間：5月24日 - 7月19日
- 原作：たまいずみ
- 出演：鈴鹿央士、小西桜子、田辺桃子 ほか
- 脚本：加藤綾子、玉田真也、頃安祐良

『埼玉のホスト』
- 放送期間：7月26日 - 9月20日
- 出演：山本千尋、福本大晴（Aぇ! group / 関西ジャニーズJr.）、楽駆 ほか
- 脚本：伊吹一

『君には届かない。』
- 放送期間：9月27日 - 11月15日
- 原作：みか
- 出演：前田拳太郎、柏木悠（超特急）、田中偉登、松本怜生、百瀬拓実 ほか
- 脚本：開真理

『恋愛のすゝめ』
- 放送期間：11月22日 - 2024年1月17日
- 出演：綱啓永、矢吹奈子、本田響矢、一ノ瀬ワタル、若林時英、ひょっこりはん ほか
- 脚本：中屋敷法仁、宮本武史

### 2024年
『瓜を破る〜一線を越えた、その先には』
- 放送期間：1月24日 - 3月20日
- 原作：板倉梓
- 出演：久住小春、佐藤大樹（EXILE / FANTASTICS from EXILE TRIBE） ほか
- 脚本：おかざきさとこ、髙橋幹子

『からかい上手の高木さん』
- 放送期間：4月2日 - 5月21日
- 原作：山本崇一朗
- 出演：月島琉衣、黒川想矢 ほか
- 脚本：金沢知樹、萩森淳、今泉力哉

『さっちゃん、僕は。』
- 放送期間：6月11日 - 9月3日
- 原作：朝賀庵
- 出演：木村慧人（FANTASTICS from EXILE TRIBE） ほか
- 脚本：今西祐子、國吉咲貴

『毒恋〜毒もすぎれば恋となる〜』
- 放送期間：9月17日 - 12月10日
- 原作：牧野圭祐
- 出演：濱正悟、兵頭功海 ほか
- 脚本：川崎いづみ

### 2025年
『地獄の果てまで連れていく』
- 放送期間：1月14日 - 3月25日
- 出演：佐々木希、渋谷凪咲 ほか
- 脚本：イ・ナウォン

『三人夫婦』
- 放送期間：4月9日 - 6月18日
- 出演：浅香航大 ほか
- 脚本：我人祥太、成瀬都香、丹保あずさ

『シンデレラ クロゼット』
- 放送期間：7月2日 -
- 原作：柳井わかな
- 出演：尾碕真花、松本怜生 ほか
- 脚本：加藤綾子、折戸咲月

『スクープのたまご』
- 放送期間：10月8日 -
- 原作：大崎梢
- 出演：奥山葵 ほか
- 脚本：山内直哉

## ネット局
放送時間は各作品の項目を参照。
放送時間が火曜23:56に変更された第2期はIBC岩手放送・テレビ山梨・中国放送・あいテレビの4局が同時ネットで放送していたが、IBC岩手放送を除く3局は2025年4月に水曜 0:58（火曜深夜）への変更と同時に本枠の同時ネットを打ち切った。2025年7月現在における本枠の同時ネット局はIBC岩手放送とチューリップテレビの2局のみとなっている。

## ネット配信
地上波放送の1週間前にあたる毎週火曜正午に、「Paravi」と「U-NEXT」で有料で先行配信する。これにより、地上波放送を見た視聴者がすぐに次回のエピソードを有料配信で視聴することが出来るという流れは、TBSテレビでは初の試みとなる。『埼玉のホスト』以降放送作品は「Netflix」の先行配信に変更されている。2025年1月現在、『埼玉のホスト』以降放送作品は「U-NEXT」での配信は行っていない。
『埼玉のホスト』はNetflixにて毎週火曜先行配信。
地上波放送終了後には、「TVer」、「TBS FREE」にて、1週間限定で見逃し配信も行う。